# Joe Versus the Volcano
Joe Versus the Volcano (Joe Contra o Vulcão (título em Portugal) ou Joe Contra o Vulcão (título no Brasil)) é um filme de comédia romântica americano de 1990 escrito e dirigido por John Patrick Shanley e estrelado por Tom Hanks e Meg Ryan. Foi escrito por Shanley em sua estréia como diretor, o filme é sobre um homem que, recebe uma notícia falsa de que está morrendo de uma doença rara e, aceita uma oferta financeira para viajar para uma ilha tropical e se jogar dentro de um vulcão. Ao longo do caminho ele conhece e se apaixona por uma mulher que lhe mostra como realmente é viver intensamente. Shanley posteriormente dirigiu outros dois filmes jutando Hanks e Ryan. Apesar das críticas positivas de alguns, incluindo Roger Ebert, que descreveu o filme como "novo e fresco sem vergonha de arriscar", Joe Contra o Vulcão foi um fracasso de bilheteria. Desde então se tornou um filme cult.

## Enredo
Joe Banks (Tom Hanks) é um homem comum e oprimido de Staten Island, que trabalha em uma fábrica de um desagradável e exigente chefe, Frank Waturi (Dan Hedaya). Pálido e sem alegria, apático, e cronicamente doente, ele visita regularmente os médicos que nunca encontram nada de errado com ele. Finalmente, o diagnósticos Dr. Ellison (Robert Stack) detecta uma doença incurável chamada de "nuvem no cérebro", que não tem sintomas e vai matar Joe dentro de seis meses.
Ellison diz que as doenças de Joe são psicossomáticas, causadas por suas experiências horríveis em seu trabalho anterior como bombeiro. Ellison aconselha: "Você tem pouco tempo de vida ... viva-a bem." Joe então sai do seu trabalho, e pede para sua ex-colega DeDe (Meg Ryan) sair também. Ele vai muito bem até que ele diz a ela que ele está morrendo. Ela fica muito chateada e vai embora.
Joe então recebe uma proposta para ir até uma ilha do Pacífico, a Waponi Woo. Os nativos Waponis residentes na ilha podem deixá-lo rico se ele pudee resolver um problema para eles. Eles acreditam que o vulcão em sua ilha deve ser apaziguado por um sacrifício humano voluntário, uma vez a cada século, mas nenhum dos Waponis estão dispostos a se oferecer desta vez. Graynamore oferece a Joe cartões de crédito para pagar o que ele quiser para desfrutar de seus últimos dias, desde que ele esteja disposto a saltar dentro do vulcão, no final, recomendando que ele irá "viver como um rei, morrer como um homem." Sem nada a perder, e Joe aceita.
Joe passa mais um dia e uma noite na cidade de Nova York, onde ele solicita conselhos sobre tudo, como por exemplo o estilo de viver a vida ao máximo de seu motorista sábio Marshall (Ossie Davis). Joe faz vários tipos de compras como artesanais, baús impermeáveis de um vendedor de bagagem fanaticamente dedicado (Barry McGovern).
Ele então voa para Los Angeles, onde se encontra com uma das filhas de Graynamore, Angelica (também interpretado por Ryan), uma socialite volúvel. Na manhã seguinte, Angélica leva Joe para um iate, o Tweedledee, de propriedade de seu pai. O capitão é sua meia-irmã Patricia (Ryan novamente). Ela, mesmo relutantemente, concorda em levar Joe ao Waponi Woo após Graynamore prometer dar-lhe o barco em troca.

## Elenco
- Tom Hanks - Joe Banks
- Meg Ryan - DeDe / Angelica Graynamore / Patricia Graynamore
- Lloyd Bridges - Samuel Harvey Graynamore
- Robert Stack - Doctor Ellison
- Abe Vigoda - Chief Tobi
- Dan Hedaya - Frank Waturi
- Barry McGovern - the luggage salesman
- Ossie Davis - Marshall
- Amanda Plummer - Dagmar
- Nathan Lane - Baw
- Carol Kane - Hairdresser

## Recepção
O filme recebeu críticas mistas dos críticos. Vincent Canby escreveu: "Desde Howard the Duck não houve uma comédia de grande orçamento, com os pés tão no chão como os de Joe Contra o Vulcão". Muitas pessoas talentosas contribuíram para isso, mas não há descrença sobre as evidências sombrias na tela. Roger Ebert deu 3.5 de quatro estrelas e o chamou de "novo e fresco e sem vergonha de arriscar". O filme "alcança uma ligação magnífica entre Hanks e Ryan, eles são os atores certos para o papel, eles colocam uma mordaça e habitam a lógica deste mundo bizarro quando jogam por suas próprias regras".

## Trilha sonora
A trilha sonora de Joe Versus the Volcano, composta por Georges Delerue, foi lançada em número muito limitado, como um item promocional. Apenas 3.000 exemplares foram fabricados em 1990, ano do lançamento do filme. Mais tarde, porém, acabou sendo relançado em CD no ano 2002.